# أوصالوي كاظم
أوصالوي كاظم هي قرية في مقاطعة أرومية، إيران. يقدر عدد سكانها بـ 229 نسمة بحسب إحصاء 2016.